# 861

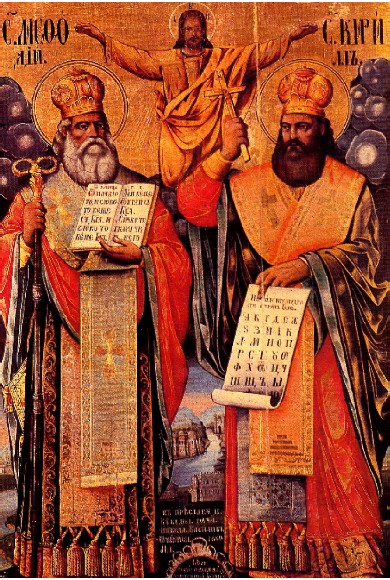
Icoon van Methodius (links) en Cyrillus

Het jaar 861 is het 61e jaar in de 9e eeuw volgens de christelijke jaartelling.

## Gebeurtenissen

### Byzantijnse Rijk
- Keizer Michaël III stuurt op verzoek van Rastislav, hertog van Moravië, de Byzantijnse missionarissen Cyrillus en zijn broer Methodius om het christendom te verspreiden onder de Slavische volkeren. Cyrillus ontwikkelt in een korte periode het Cyrillisch alfabet (naar hem genoemd) en vertaalt Bijbelteksten.

### Europa
- Karloman, de oudste zoon van koning Lodewijk de Duitser, komt in opstand tegen zijn vader. Hij verlangt een groter aandeel in het bestuur van Beieren (tot aan de rivier de Inn). Karloman wordt gevangengenomen, maar weet te vluchten naar de Oostmark (huidige Oostenrijk).
- Robert de Sterke, markgraaf van Neustrië, verzoent zich met koning Karel de Kale en wordt beloond met het graafschap Anjou. Hij krijgt de opdracht om de Vikingen te verdrijven in de omgeving van de rivier de Somme.
- Winter - Boudewijn met de IJzeren Arm krijgt een verhouding met de 17-jarige Judith (dochter van Karel de Kale) en ontvoert haar uit het klooster van Senlis (huidige Hauts-de-France).

### Arabië
- De Saffariden-dynastie, over grote delen van Perzië en Centraal-Azië verdeeld, wordt gesticht. De islam wordt verder verspreid onder de hindoeïstische en boeddhistische bevolking.

### Egypte
- Ahmad ibn Muhammad ibn Kathīr al-Farghānī, een Perzisch astronoom, laat in Caïro een Nilometer bouwen om het waterpeil van de rivier de Nijl te meten.

## Religie
- Eerste schriftelijke vermelding van Eislingen/Fils (huidige Duitsland).

## Overleden
- Al-Moetawakkil (~39), Arabisch kalief
- Meinrad van Einsiedeln (~63), Duits geestelijke
- Pribina, Slavisch vorst (waarschijnlijke datum)
- Prudentius, Frankisch bisschop